# Buderus
Buderus est une entreprise allemande dans le secteur de la technique de fonderie avec le siège principal à Wetzlar dans le Land de Hesse. Elle a été fondée en 1731. Entre-temps, elle fait partie des grandes entreprises européennes les plus âgées. Buderus AG dégage un chiffre d'affaires d'environ 2 milliards d'Euros. Après le regroupement avec Robert Bosch GmbH, ils forment BBT (Bosch-Buderus-Thermotechnik GmbH) en 2003, avec le siège principal à Wetzlar. Les travaux d'acier fin de Buderus AG ont été séparés 2005 par Robert Bosch GmbH du groupement de sociétés aux Böhler-Uddeholm.
1. ↑  Pressearchiv 20. Jahrhundert (organisation), [lire en ligne], consulté le 1er juillet 2021.